# Chaplin som Indbrudstyv
Chaplin som Indbrudstyv er en amerikansk stumfilm fra 1916 af Charlie Chaplin.

## Medvirkende
- Charles Chaplin som Charlie
- Edna Purviance
- Wesley Ruggles
- James T. Kelley
- Leo White